# Memoria magnetica

Registrazione longitudinale e perpendicolare, due tipi di teste di scrittura su un disco rigido

Con memoria magnetica si indicano memorie di dati il cui principio di funzionamento, ovvero di memorizzazione delle informazioni, è basato su principi relativi al magnetismo della materia. Appartengono a questa categoria di memorie vari dispositivi come le videocassette e le musicassette (o audiocassette), ed i dischi magnetici quali ad esempio dischi rigidi e floppy disk. È una forma di memoria non volatile. L'informazione è ottenuta usando una o più teste leggi/scrivi. 
Mezzi di immagazzinamento magnetico, principalmente dischi rigidi, sono diffusamente usati per immmagazzinare dati dei computer, come anche segnali audio e video. Nel campo dell'informatica, si preferisce il termine archiviazione magnetica e nel campo della produzione audio e video, si usa più comunemente il termine registrazione magnetica. La distinzione non è tecnica. Altri esempi di mezzi di immagazzinamento magnetico sono floppy disk, nastri magnetici e strisce magnetiche su carte di credito.

## Storia

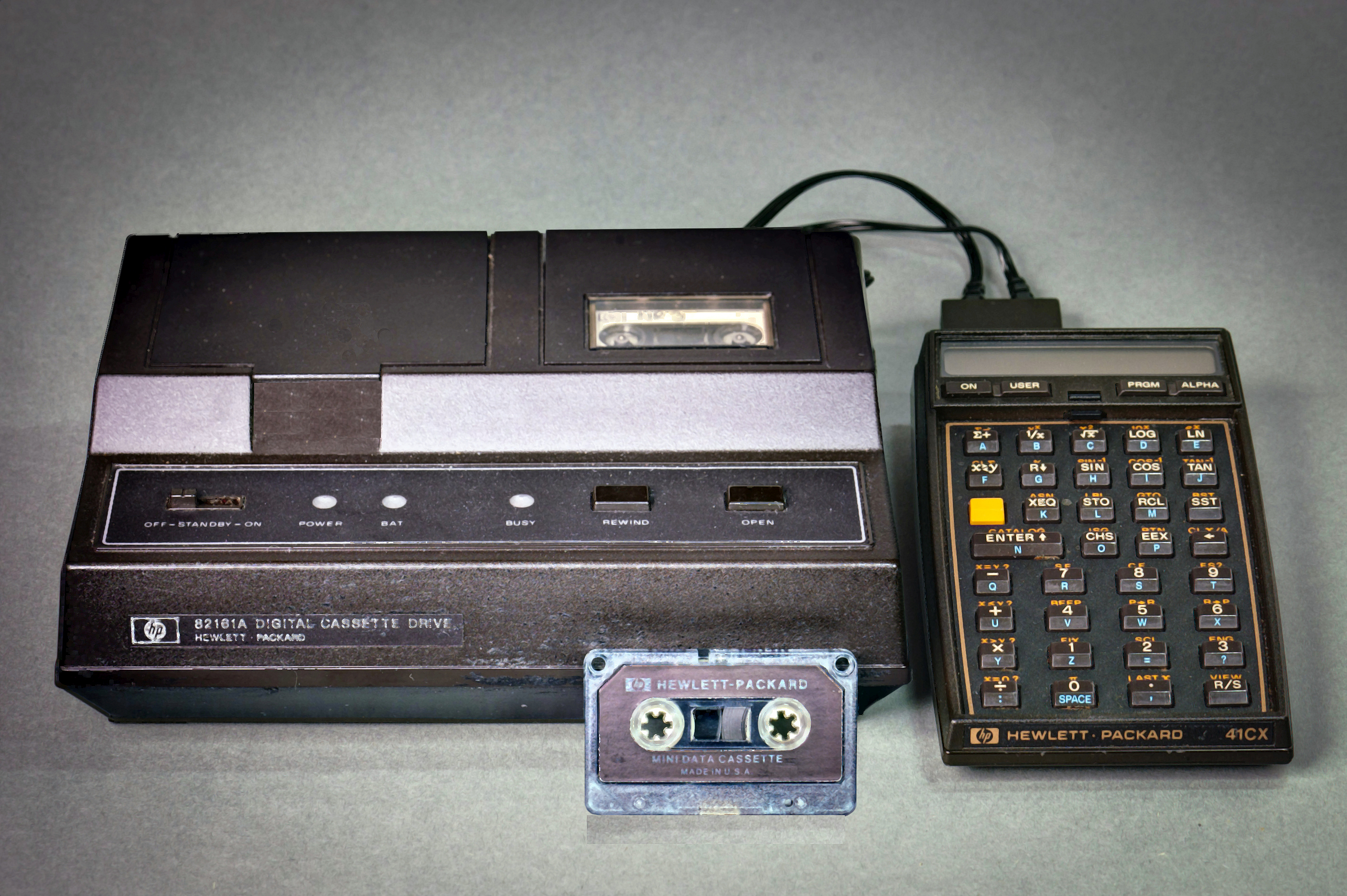
Il computer programmabile HP-41C del 1979 che poteva immagazzianare dati mediante una mini cassetta

Immagazzinamento magnetico nella forma di un filo magnetizzato fu pubblicizzato da Oberlin Smith nella rivista Electrical World.
Smith aveva già depositato un brevetto nel settembre 1878, ma non trovò l'occasione di concretizzare l'idea poiché la sua attività riguardava le macchine utensili. Il primo registratore funzionante fu inventato da Valdemar Poulsen e mostrato funzionare alla Esposizione di Parigi (1900). Nel 1928, Fritz Pfleumer sviluppò il primo registratore a nastro. I primi dispositivi di registrazione magnetica era progettati per registrare segnali audio
analogici. I computer e ora la maggior parte dei dispositivi di archiviazione magnetica audio e video registrano dati digitali.
Nei computer, la memoria magnetica è stata utilizzata anche per la memoria primaria sotto forma di tamburo magnetico, memoria a nucleo magnetico,  memoria a film sottile e bolle magnetiche. A differenza dei computer moderni, il nastro magnetico è stato spesso utilizzato anche per la memoria secondaria.

## Descrizione

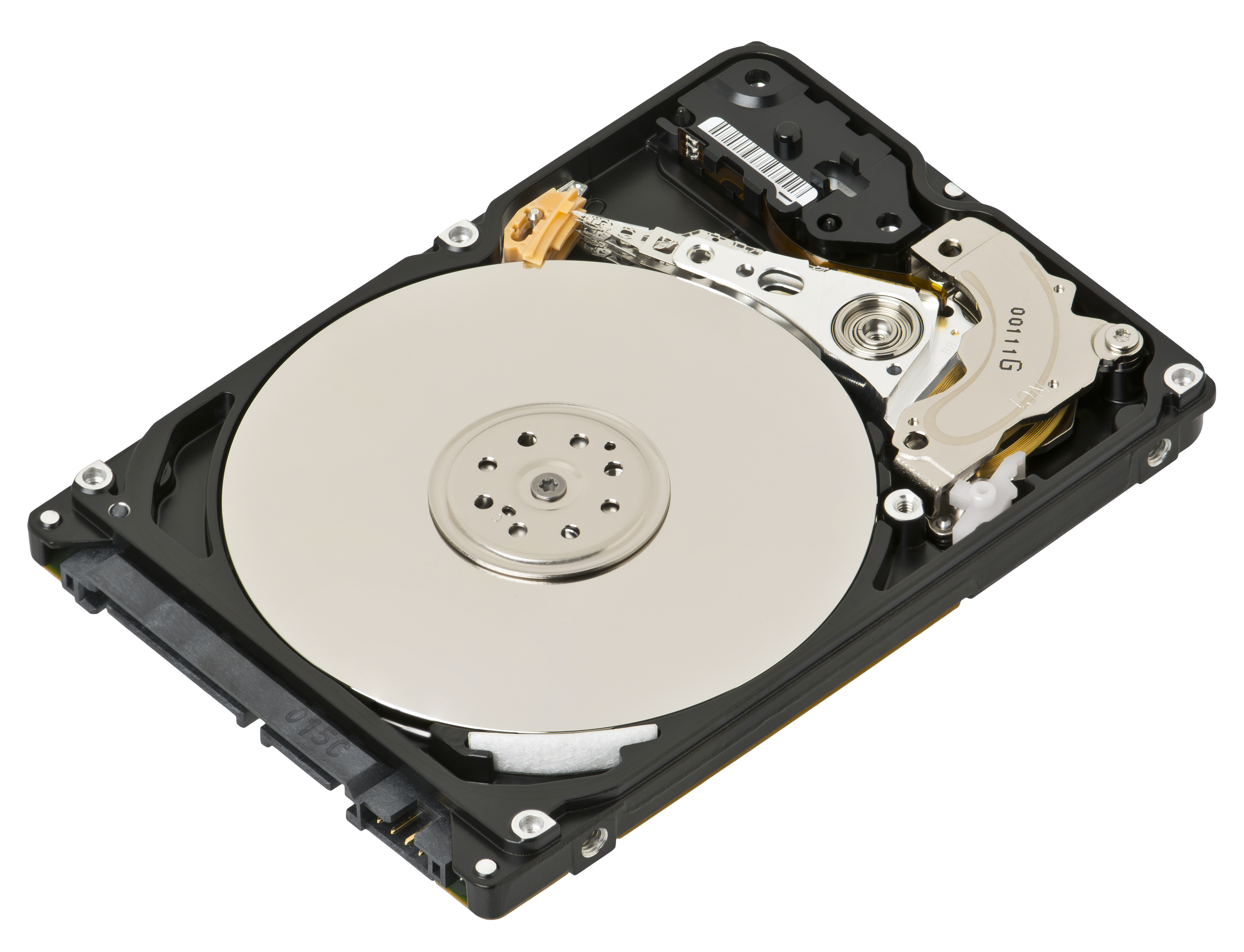
Gli hard dischi usano memorie magnetiche per immagazzinare giga e terabyte di dati nei computer.

L'informazione da memorizzare è immagazzinata sotto forma di stati magnetizzati della materia (verso di magnetizzazione), realizzando così una codifica che mappa dal dominio logico-intelligibile astratto dell'informazione a stati fisici osservabili della materia (codice binario). La lettura dei dati avviene in maniera duale opposta a partire dagli stati magnetizzati e invertendo la codifica.
Le informazioni vengono scritte e lette dal supporto di memorizzazione mentre si spostano dei dispositivi chiamati testina di lettura e scrittura che operano molto vicino (spesso decine di nanometri) alla superficie magnetica. La testina di lettura e scrittura viene utilizzata per rilevare e modificare la magnetizzazione del materiale immediatamente sotto di essa. Ci sono due polarità magnetiche, ciascuna delle quali viene utilizzata per rappresentare 0 o 1.
La superficie magnetica è divisa in molte piccole sub-micrometriche regioni magnetiche, dette domini magnetici, (sebbene queste non sono domini magnetici in senso fisico rigoroso), ognuna delle quali ha una magnetizzazione uniforme. A causa della natura policristallina del materiale magnetico, ognuna di queste regioni magnetiche è composta di alcune centinaia di grani. Grani magnetici sono tipicamente di 10 nm in dimensione.
e ognuno forma un vero singolo dominio magnetico. Ogni regione magnetica forma un dipolo magnetico che genera un campo magnetico. Nei più vecchi design di hard disk drive (HDD) le regioni erano orientate orizzontalmente e parallele alla superficie del disco, ma a partire dal 2005, l'orientazione è diventata pependicolare per permettere una spaziatura più ristretta dei domini.
Nei più vecchi hard driver era usato come materiale magnetico il Fe2O3 (ossido ferrico), ma attualmente i dischi usano una lega di cobalto.
Per un'archiviazione affidabile dei dati, il materiale di registrazione deve resistere all'auto-smagnetizzazione, che si verifica quando i domini magnetici si respingono a vicenda. I domini magnetici scritti troppo vicini in un materiale debolmente magnetizzabile si degraderanno nel tempo a causa della rotazione del momento magnetico di uno o più domini per annullare queste forze. I domini ruotano lateralmente fino a una posizione intermedia che indebolisce la leggibilità del dominio e allevia le sollecitazioni magnetiche.
Una testina di scrittura magnetizza una regione generando un forte campo magnetico locale, e una testina di lettura rileva la magnetizzazione delle regioni. I primi HDD utilizzavano un elettromagnete sia per magnetizzare la regione sia per leggere il suo campo magnetico utilizzando l'induzione elettromagnetica. Versioni successive di testine induttive includevano testine Metal In Gap (MIG) e testine a film sottile. Con l'aumento della densità dei dati, entrarono in uso testine di lettura che utilizzavano magnetoresistenza (MR); la resistenza elettrica della testina cambiava in base alla forza del magnetismo del piatto. Uno sviluppo successivo fece uso della spintronica; nelle testine di lettura, l'effetto magnetoresistivo era molto maggiore rispetto ai tipi precedenti, ed era soprannominato magnetoresistenza gigante (GMR). Nelle testine odierne, gli elementi di lettura e scrittura sono separati, ma molto vicini, sulla parte della testina di un braccio attuatore. L'elemento di lettura è tipicamente magneto-resistivo, mentre l'elemento di scrittura è tipicamente induttivo a film sottile.
Le testine sono separate dal contatto con la superficie del piatto con aria che è estremamente vicina al piatto; tale aria si muove alla velocità del piatto o quasi. La testina di registrazione e di riproduzione sono montate su un blocco chiamato cursore, e la superficie accanto al piatto è sagomata per tenerla appena fuori dal contatto. Ciò forma un tipo di cuscinetto d'aria.